# المنار (تونس)
المنار، هي منطقة سكنية تقع شمال وسط مدينة تونس وتتبع إداريا معتمدية المنزه من ولاية تونس. تعد المنطقة مع المنزه، موتوالفيل وحي النصر من أبرز المناطق الراقية للعاصمة التونسية.

## شوارع
من أهم شوارعها :
1. شارع عبد العزيز آل سعود،
2. شارع الطاهر بن عمار، و
3. شارع سليمان بن سليمان.

## أقسام المنطقة

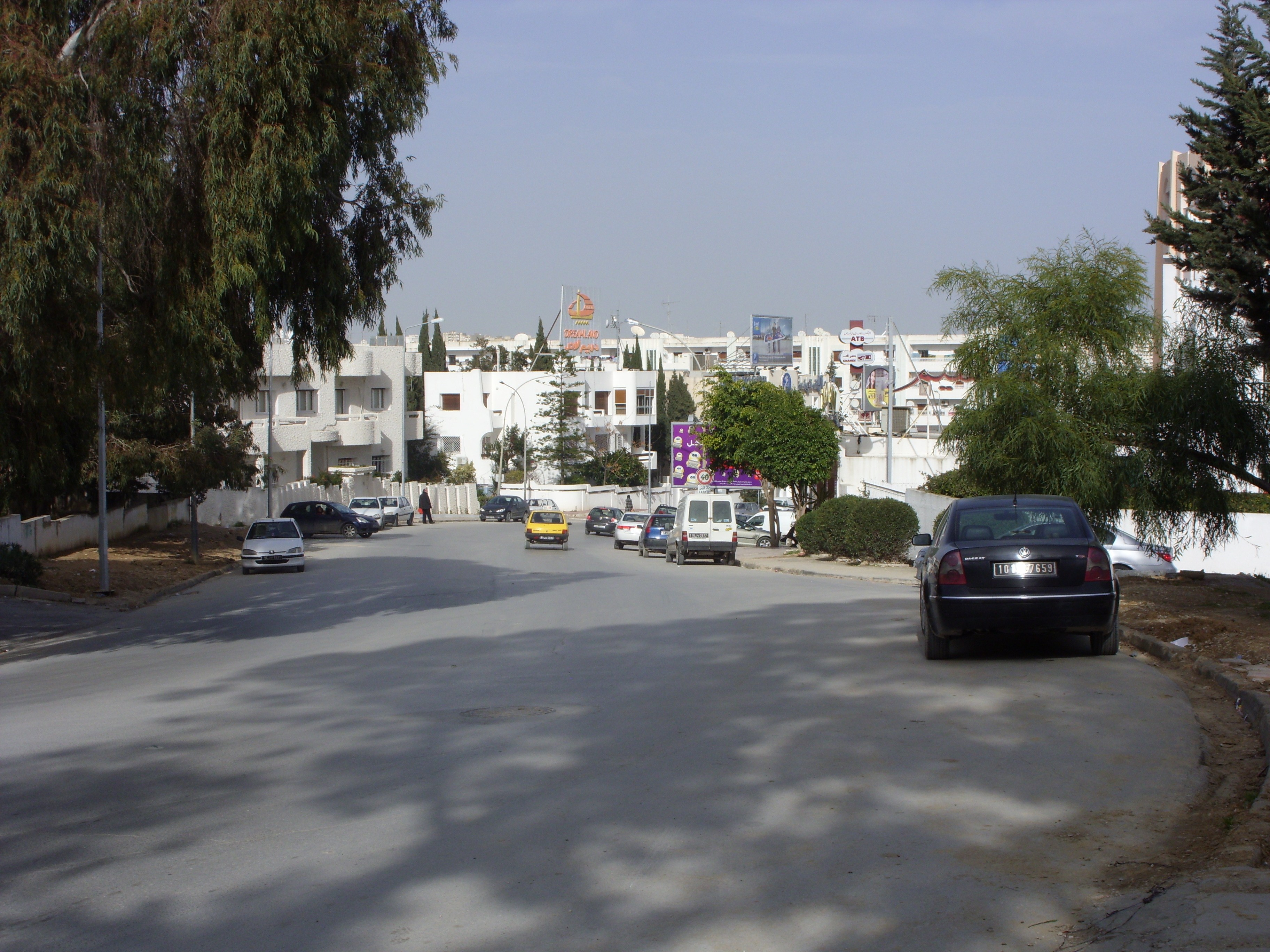
شارع يوسف الرويسي في المنار 2

تنقسم المنطقة إلى ثلاثة أقسام فرعية:
- المنار 3: ويتكون أساسا من حيين ينطويان على عدة فلل فخمة.
- المنار 2: وينطوي على عدة منشآت تجارية من آبرزها :
  - كوليزي صولة
  - الشركة الوطنية لإستغلال وتوزيع المياه ووكالة تونس إفريقيا للأنباء.[3]
- المنار 1: ويقع على جزء من هضبة العمران الأعلى ويحتوي على عدة عمارات سكنية كما يضم:
  - المركب الجامعي التابع لجامعة تونس المنار [4]وهو أكبر مركب جامعي في تونس.
  - مركب عليسة التجاري

## معرض صور

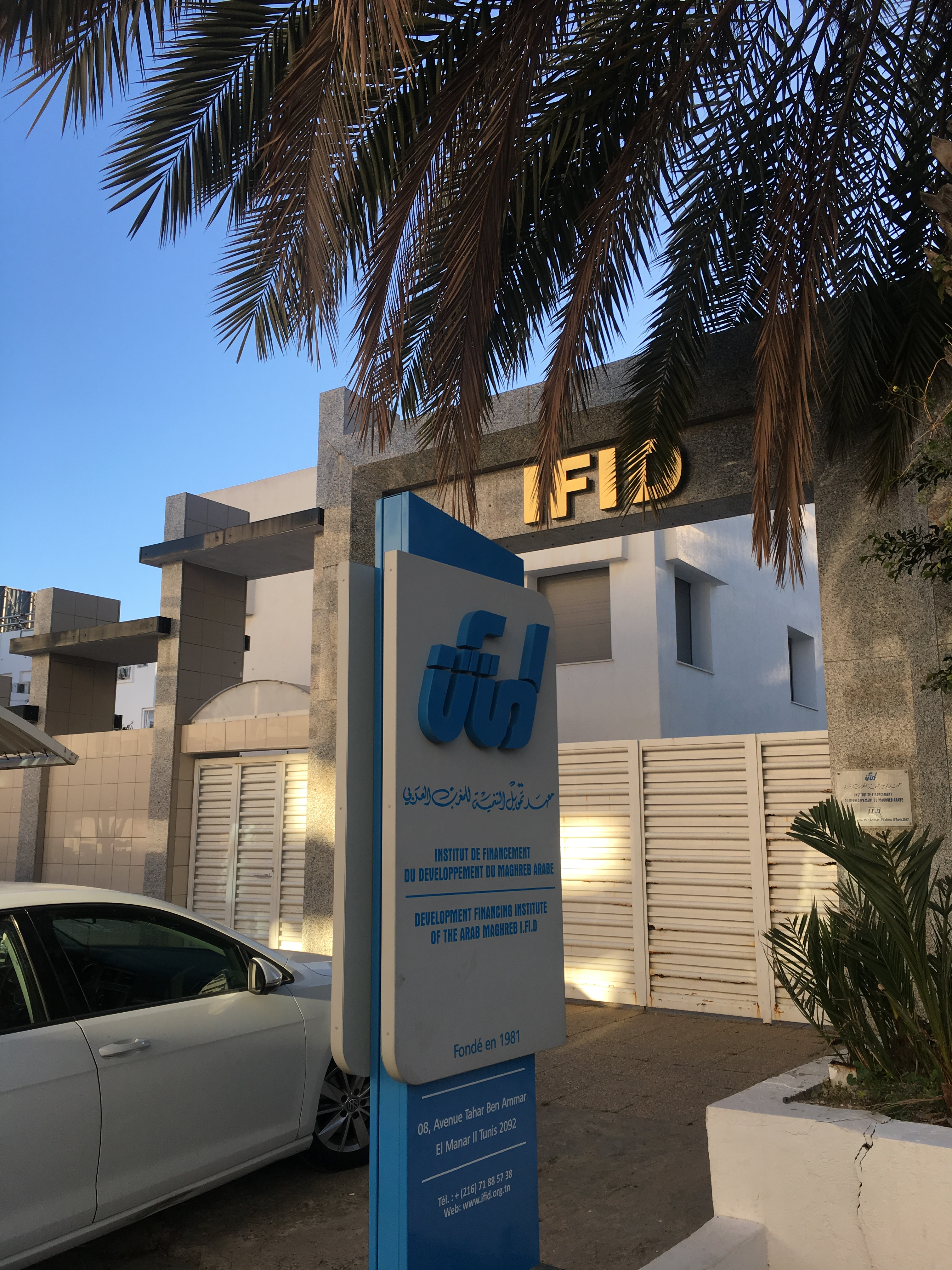
معهد تمويل التنمية للمغرب العربي
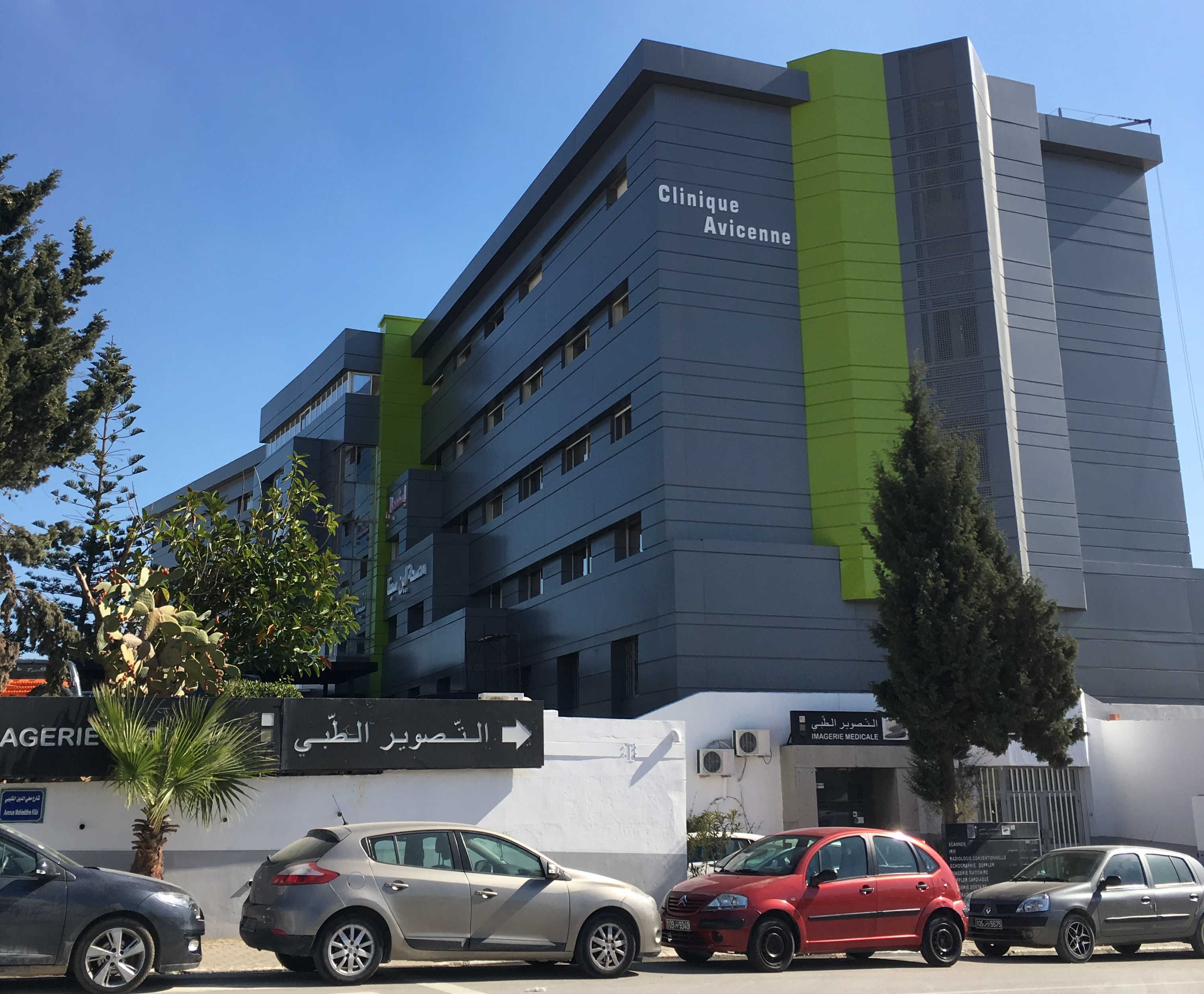
المصحة الخاصة ابن سينا
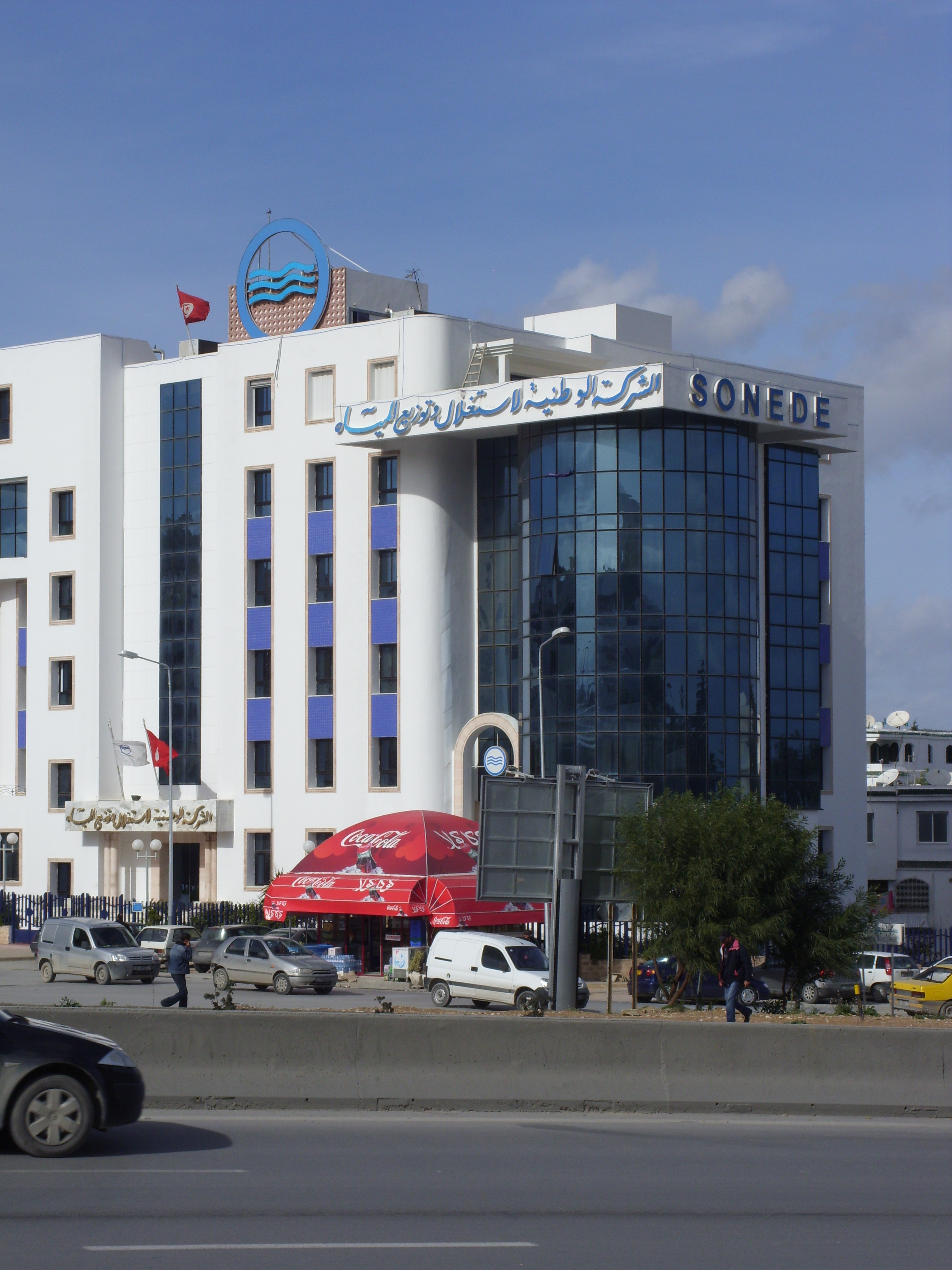
الشركة الوطنية لاستغلال وتوزيع المياه
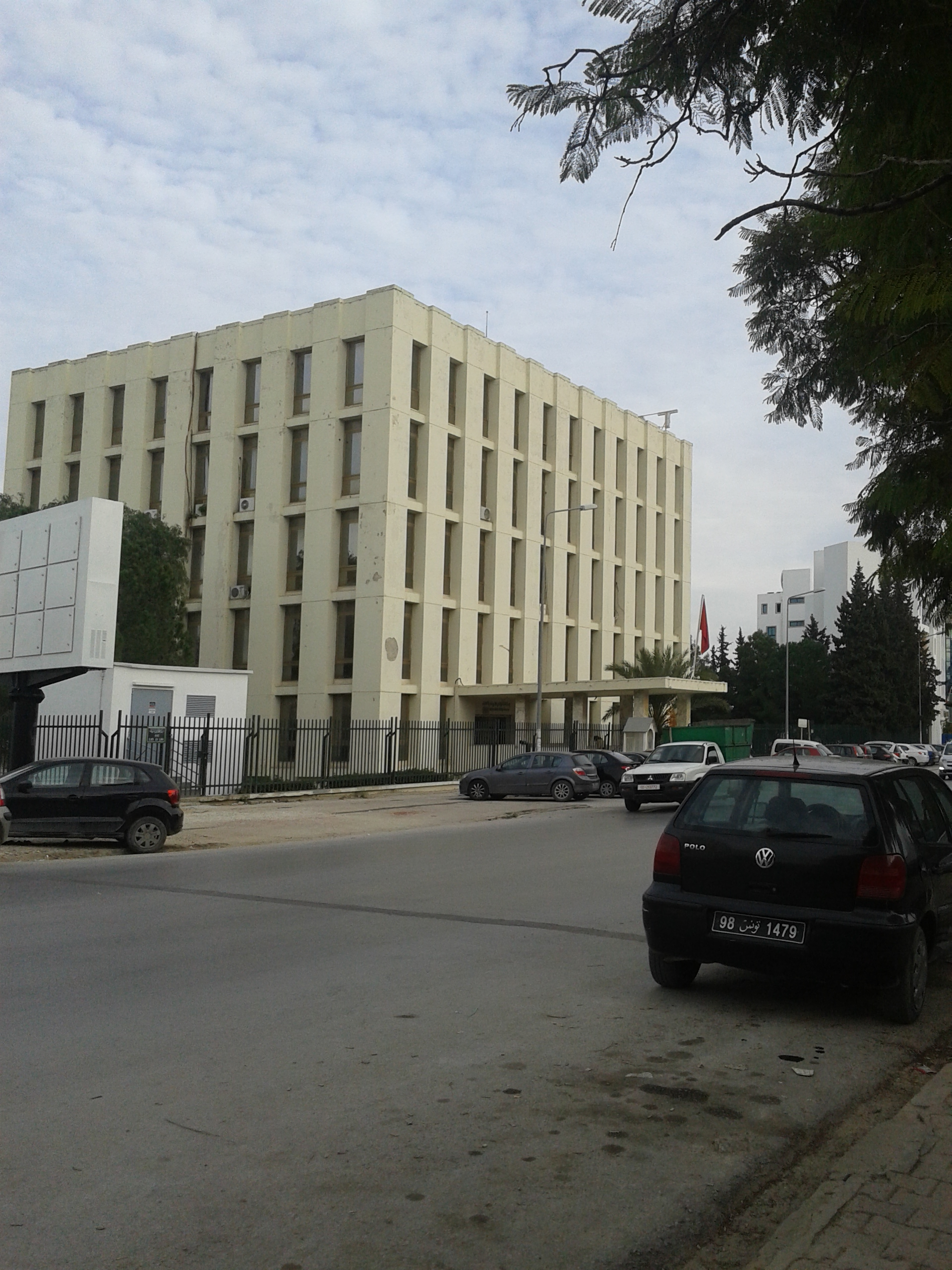

## وصلة خارجية
- المنار